# Municipio de Amity (condado de Erie)
El municipio de Amity (en inglés: Amity Township) es un municipio ubicado en el condado de Erie en el estado estadounidense de Pensilvania. En el año 2000 tenía una población de 1.140 habitantes y una densidad poblacional de 16 personas por km².

## Geografía
El municipio de Amity se encuentra ubicado en las coordenadas 41°58′00″N 79°48′59″O / 41.96667, -79.81639.

## Demografía
Según la Oficina del Censo en 2000 los ingresos medios por hogar en la localidad eran de $42,569 y los ingresos medios por familia eran de $44,861. Los hombres tenían unos ingresos medios de $32,375 frente a los $21,125 para las mujeres. La renta per cápita de la localidad era de $15,186. Alrededor del 10,9% de la población estaba por debajo del umbral de pobreza.